# جهوتی (ژنرال)

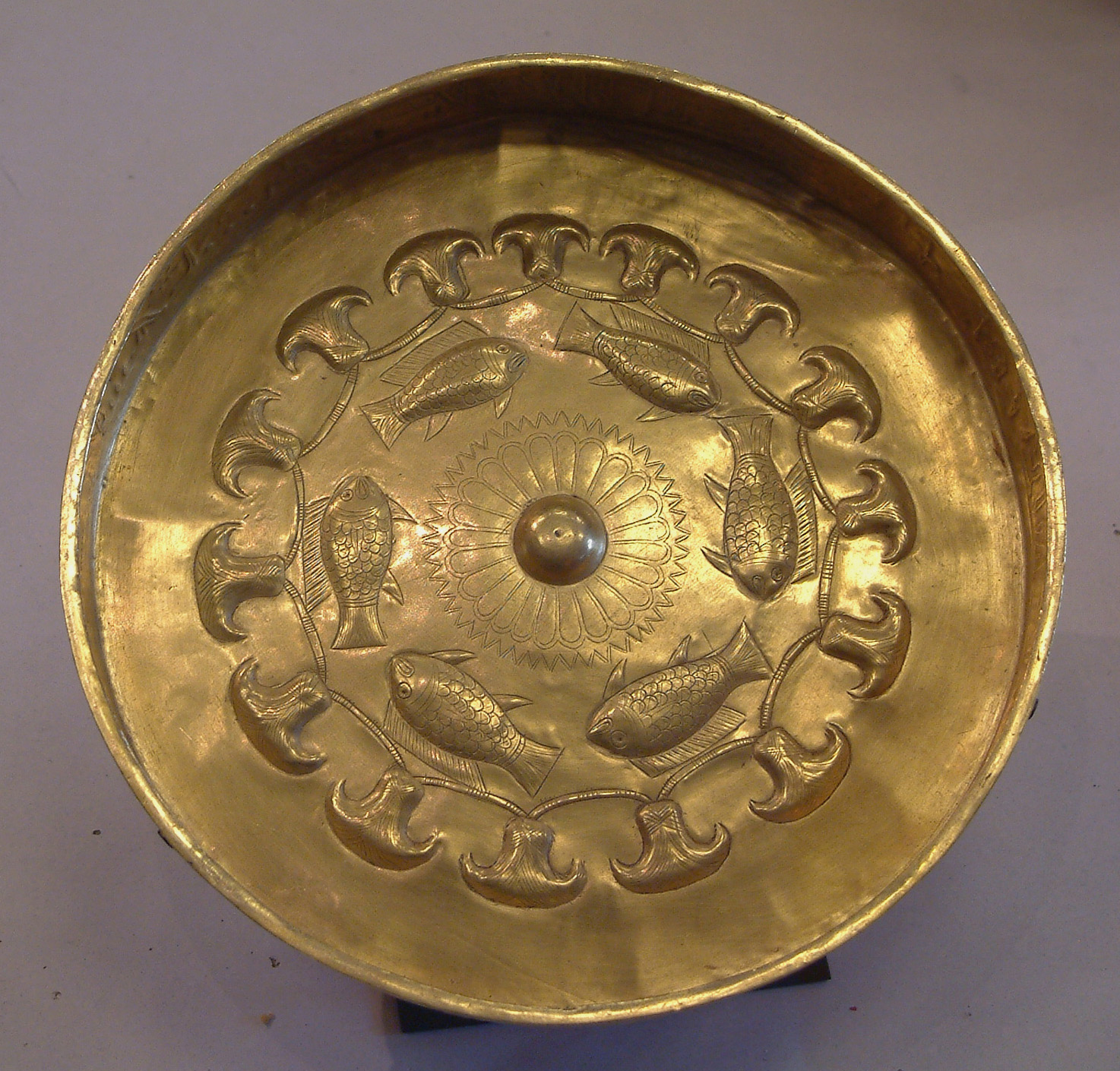
کاسهٔ زرین جهوتی (موزهٔ لوور)

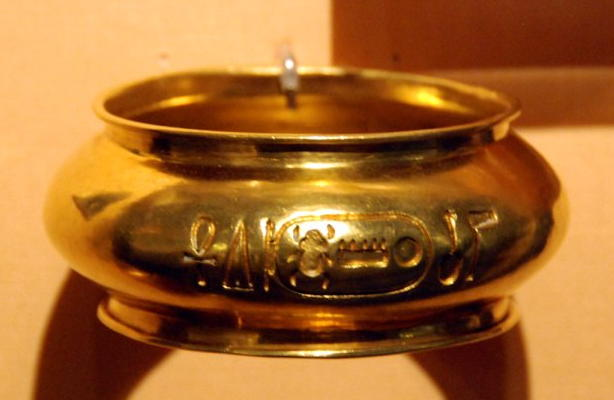
دستبند طلایی ژنرال جهوتی (موزه ملی آثار باستانی لیدن)

جهوتی (انگلیسی: Djehuty) که با نام‌های تحوتی و تحوتئی هم شناخته می‌شود، یک ژنرال ارتش در دوران حکومت تحوتموس سوم (سلطنت از ۱۴۷۹ تا ۱۴۲۵ پیش از میلاد) از دودمان هجدهم مصر در مصر باستان بود. او قهرمان اصلی داستان «تسخیر یافا» است. جهوتی در اسناد معاصر مصر، القابی چون «کاتب پادشاه»، «سرپرست سپاهیان» (ژنرال) و «مباشر کشورهای خارجی شمالی» را یدک می‌کشد.
جهوتی امروزه به واسطهٔ دو منبع شناخته می‌شود: آرامگاه دست‌نخوردهٔ او در سال ۱۸۲۴ در سقاره کشف شد. وی همچنین شخصیت اصلی داستان مصری «تسخیر جوپا» (یافای امروزی) است. حکایت این ماجرا که بر روی پاپیروس نوشته شده‌است، امروزه در موزه بریتانیا نگهداری می‌شود. اشیایی که در مقبره جهوتی یافت شد شامل یک کاسه از جنس طلای خالص، یک سیمین که (در موزه لوور، چهار خمرهٔ کانوپی فلورانس، یک طلسم به شکل سرگین‌غلتان، یک دستبند زرین (در موزه موزه ملی آثار باستانی لیدن) و خنجر شخصی جهوتی (در موزهٔ دارمشتات) است. اطلاعات چندانی از تابوت و مومیایی جهوتی در دست نیست، اگرچه کاشف آرامگاه وی برناردینو درووتی، اشاره‌ای گذرا به آنها کرده‌است.